# Доси Пизани (Кремона)
Доси Пизани је насеље у Италији у округу Кремона, региону Ломбардија.
Према процени из 2011. у насељу је живело 27 становника. Насеље се налази на надморској висини од 67 м.